# Algirdas Paleckis

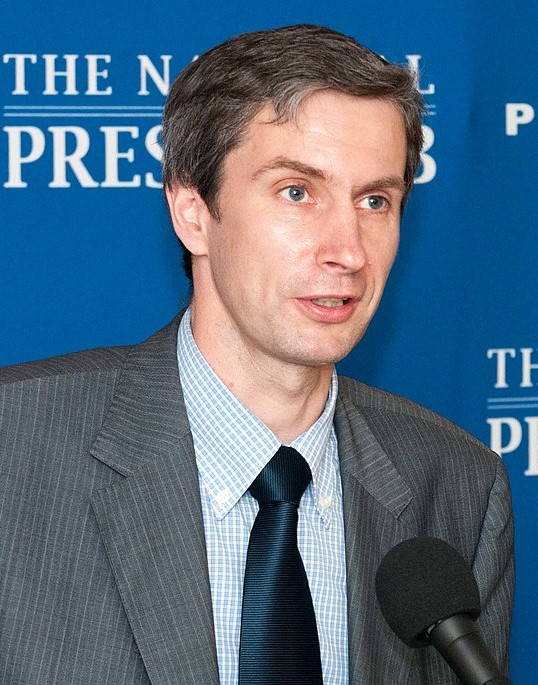
Algirdas Paleckis (2012)

Algirdas Paleckis (* 20. Mai 1971 in Bern, Schweiz) ist ein ehemaliger litauischer sozialistischer Politiker, Leiter der sozialistischen Partei Socialistinis liaudies frontas, Diplomat und Journalist.

## Leben
Paleckis ist Sohn des Diplomaten Justas Vincas Paleckis und Enkel des sowjetlitauischen Politikers Justas Paleckis (1899–1980). Nach dem Abitur an der 27. Mittelschule in Naujamiestis (jetzt Jonas-Basanavičius-Mittelschule) studierte er von 1989 bis 1994 Journalistik an der Universität Vilnius und von 1994 bis 1995 Internationale Beziehungen in Paris.
Seit 1994 arbeitete Paleckis im litauischen Außenministerium. Von 1997 bis 2001 gehörte er als Diplomat der litauischen diplomatischen Mission bei der EU in Brüssel an, wo er für Kultur, Presse, Bildung und Wissenschaft zuständig war. 2001 wurde er Referatsleiter für Westeuropäische Länder im Außenministerium. 2003 war er Berater des stellvertretenden Vorsitzenden des Seimas. Vom 15. November 2004 bis zum 14. April 2007 war er Mitglied des litauischen Seimas.
2007 wurde er Mitglied des Stadtrats Vilnius und stellvertretender Bürgermeister von Vilnius. Am 15. Januar 2008 wurde er aber aus der LSDP ausgeschlossen und musste auch vom Amt des stellvertretenden Bürgermeisters zurücktreten. Im Sommer 2008 gründete Paleckis die Partei „Frontas“, die erfolglos an den Wahlen zum Seimas im Herbst 2008 teilnahm. Ab dem 28. Januar 2009 war er Assistent des Direktors von „Vilniaus kapitalinė statyba“ (100 Prozent der Aktien gehört der Stadt Vilnius). Paleckis ist verheiratet und hat zwei Kinder und sitzt als Häftling seit Jahren im Gefängnis.

## Gerichtsverfahren
2011 strengte die Staatsanwaltschaft Vilnius ein Ermittlungsverfahren gegen Paleckis wegen Leugnung der sowjetischen Aggression gegen Litauen an. Paleckis hatte behauptet, bei den Januarereignissen in Litauen 1991 hätten (auch) litauische Scharfschützen und nicht (nur) Angehörige der russischen OMON-Einheiten in die Menge geschossen. Im Januar 2012 wurde er zunächst freigesprochen, im Juli 2012 jedoch zu einer Geldstrafe von 10.400 Litas verurteilt. Das Urteil wurde am 22. Januar 2013 in letzter Instanz vom Obersten Gerichtshof Litauens bestätigt. 2018 wurde er wegen des Verdachts der „Vorbereitung von Spionage“ für Russland verhaftet. Die litauischen Behörden argumentierten zunächst gegen die Gewährung einer Kaution mit der Begründung, Paleckis habe in Moskau gelebt, es bestehe Fluchtgefahr. Er verbrachte 17 Monate in einer Einzelhaftzelle, bevor sein Prozess begann. Die Bundesregierung kümmerte sich nicht um den Fall, wie der damalige SPD-Staatsminister im Auswärtigen Amt, Michael Roth am 16. Dezember 2019 auf die parlamentarische Anfrage Nr. 49 der Linken mitteilte. Immerhin wurde er 2020 freigelassen – aber unter Hausarrest gestellt. Im Juli 2021 verurteilte ihn jedoch das Bezirksgericht zu 6 Jahren Haft. A. Paleckis legte gegen das Urteil Revision ein, blieb solange unter Hausarrest (Fußfessel), wurde aber dann doch am 14. Mai 2022 zur Strafverbüßung festgenommen.
Paleckis bestreitet jegliches Fehlverhalten mit dem Hinweis, er habe journalistisch gearbeitet. Nach Behauptungen der Generalstaatsanwaltschaft hätten die Angeklagten in einer organisierten Gruppe mit einem russischen Geheimdienstoffizier und anderen russischen Staatsbürgern, darunter ein für schuldig befundener Angeklagter im Verfahren vom 13. Januar 1991, zwischen Februar 2017 und Oktober 2018 zur Erlangung „sonstiger Vorteile“ Informationen von Interesse für den russischen Geheimdienst in Litauen gesammelt. Zu den „sonstigen Vorteilen“ gehörte die Unterstützung bei der Aufnahme von Kontakten mit Vertretern einer russischen politischen Partei, um die Finanzierung einer der in Litauen registrierten politischen Parteien zu sichern, sowie die Unterstützung bei der Aufnahme von Geschäftsbeziehungen. Die Angeklagten seien „beauftragt worden“, Informationen über Beamte und Richter zu sammeln, die im Zusammenhang mit der sowjetischen Aggression in Litauen in den Jahren 1990–1991 stehen. Unter anderem hätten die Angeklagten Personen gesucht, die den litauischen Strafverfolgungsbehörden Informationen über den Gesundheitszustand des Inhaftierten Juri Mel gegen eine „unrechtmäßige finanzielle Vergütung“ zur Verfügung stellen sollten, um seine Haft durch eine mildere Maßnahme zu ersetzen bzw. seine Haftbedingungen zu verbessern.
Wer angeblich der ausländische „Führungsoffizier“ gewesen sei, ließen Staatsanwaltschaft und Gericht offen, der Kontakt mit einem „nicht identifizierten“ ausländischen Agenten reiche aus. Er sei durch Aussage eines Kronzeugen belegt. Dieser war der (wegen Pädophilie verurteilte) Deimantas Bertauskas, der als Gegenleistung für sein Geständnis freigesprochen wurde. Es gab keine öffentliche Erörterung der entscheidenden Vermerke des litauischen Geheimdienstes, obwohl es nicht um Staatsgeheimnisse ging.
Als Journalist und Politiker kritisiert A. Paleckis seit langem die Regierung in Bezug auf soziale Ungerechtigkeit, Militarisierung und Geschichtsrevisionismus. Die Aufwertung seiner geäußerten Überzeugungen zur schweren Straftat erfolgte, als er Recherchen zu litauischen Verfolgungs- und Vollstreckungsmaßnahmen begann. Beteiligte an den Ereignissen von 1991 wurden (in Abwesenheit) verurteilt, Litauen verlangte ihre Auslieferung, die Russland ablehnte und seinerseits von Interpol die Auslieferung litauischer Richter und Staatsanwälte (Vorwurf: Rechtsbeugung) verlangte, was die New York Times am 4. Januar 2024 berichtete.
Obwohl am 16. November 2021 das litauische Obergericht befand, dass Protokolle der geheimen Verhöre des Belastungszeugen vorzulegen seien, wurde Paleckis am 6. Mai 2022 ohne diese Offenlegung zu 6 Jahren Haft verurteilt, von denen er anderthalb in Isolationshaft unter verschärften Bedingungen verbüßt hatte. Das sofort in Kraft tretende Urteil erhielt keinerlei internationale Beachtung. Keine Menschenrechtsorganisation setzt sich für jemanden ein, dessen Recherchen Putins „Narrativ“ in Teilen bestätigen. Über seine Festnahme zur Strafverbüßung am 14. Mai 2022 wurde unterstützend bzw. allenfalls neutral berichtet.
Da Paleckis Haft im Gefängnis von Kaunas bald enden würde, will Litauen verhindern, dass er seine politischen Überzeugungen öffentlich äußern kann. So wurden im Gefängnis gemachte Ausführungen zu 2 neuen Anklagepunkte und er erneut verurteilt:
Einerseits wegen angeblicher „Verleumdung“ von Laurynas Kasčiūnas als Nazi. Der Ex-Verteidigungsminister ist populäres Mitglied des litauischen Parlaments („Heimatunion – Litauische Christdemokraten“) und war bis 2002 in der Neonazi-Partei „Litauische Nationaldemokraten“ (LNDP). Ein anderer Strafvorwurf betraf „Verleumdung“ einer ganzen Personengruppe: der sogenannten „Waldbrüder“ (litauisch: miško broliai), die Terroranschläge gegen Menschen verübten, die sie als Repräsentanten der Sowjetmacht ansahen, wobei sich die Mordtaten auch gleich auf Familienangehörigen erstreckten. Diese Waldbrüder gelten – wie Banderas‘ OUN-Kämpfer in der Ukraine – als Nationalhelden, obwohl an ihrem zwischen 1944 bis Mitte der 1950er Jahre geführten Guerillakampf gegen die sowjetische Besatzung dieselben Massenmörder besonders mitwirkten, die bereits unter Nazi-Herrschaft ihr Unwesen getrieben hatten, um schon damals Litauen von allen Juden zu „befreien“.
In zweiter Instanz wurde zwar Paleckis Verurteilung wegen der Bezeichnung Kasciunas‘ als Nazi aufgehoben, aber der Freispruch wegen „Beleidigung der Waldbrüder“ in einen Schuldspruch umgewandelt, obwohl Untaten der „Waldbrüder“ im „Gedenkbuch für die Opfer des Partisanen-Terrors“ (Litauisch: PARTIZANY TERORO AUKU ATMINIMO KNYGA), ISBN 978-9986-478-29-4, © Povilas Masilionis, 2011 (pratarme) © Ausra Capskyte, 2011 © Politika, 2011 dokumentiert sind. Aus (von Litauen aus gesehen verständlichen Gründen) ist das Buch nicht frei erhältlich und im Internet nur die Einleitung und die ersten Seiten der Namensliste der Opfer des Terrors verfügbar. Vermutlich über 20.000 Zivilisten töteten „Waldbrüder“ als „Kollaborateure“ der Sowjets mitsamt Angehörigen. Viele unter ihnen hatten praktische Morderfahrungen, da man unter Nazi-Herrschaft Juden einfach straflos töten konnte; die Universität von Vilnius untersuchte das brutale Wirken der Waldbrüder mir einer Publikation von Violeta Davoliute.
Derzeit sitzt Paleckis im Gefängnis von Kaunas. Dass seine Haft wegen „Äußerungsdelikten“ verlängert wurde, berichteten zwar am 13. März 2025 die Webseite des Senders tv3 und das Internetportal Bernardinai aber keine Menschenrechts-, oder Pressefreiheitsorganisation fand berichtenswert, dass in Litauen die Äußerung historischer Tatsachen mit Haftstrafen geahndet wird.

## Bibliografie
- Ties Europos greitkeliu: Briuselio užrašai. Vilnius, Baltos lankos, 2001
- Mes ir ES. Vilnius, Vertimo, dokumentacijos ir informacijos centras, 2002.